# محمد مقیم
محمد مقیم  (زاده ۷ مرداد ماه ۱۳۲۳ – درگذشت ۱۴ اردیبهشت ۱۴۰۲) پیشکسوت ورزش بسکتبال، و یکی از ستارگان سابق تیم ملی و اولین داور بین‌المللی بسکتبال در اصفهان بوده‌ است.

## دوران کودکی

محمد مقیم، مسابقات واترپلو، اصفهان، ایران، ۱۳۴۷ هجری شمسی

محمد مقیم در ۷ مردادماه ۱۳۲۳ در اصفهان به دنیا آمد. او چهارمین فرزند از هفت فرزند خاندان محمد حسین مقیم و دارای ۴ برادر و ۲ خواهر بود.
محمد مقیم در بین دیگر اعضای خانواده تنها کسی بود که به‌صورت حرفه‌ای به ورزش روی آورد. دوازده ساله بود که در زمین روباز مدرسه هراتی توسط اسدالله شب‌انگیز با توپ بسکتبال آشنا شد. زنده‌نام شب‌انگیز از همان ابتدا متوجه هوش بالای محمد شد و بعد از چند سال فعالیت، مسئولیت‌های مختلفی را به او واگذار کرد و نقش بسیاری در پیشرفت مقیم در ورزش بسکتبال داشت. محمد مقیم بسکتبالیست و والیبالیست بود، بعد به سمت دو و میدانی رفت و واترپلو هم بازی می‌کرد، اما مدتی بعد فقط بسکتبال بازی کرد. در مسابقه‌های دو و میدانی مقام دوم کشوری را به دست آورد.

## دوران جوانی
ابتدا به عضویت باشگاه بوستان که بنیان‌گذار آن استاد شب‌انگیز بود درآمد و سال‌ها برای این تیم بازی کرد. در سن ۱۹ سالگی به خدمت سربازی رفت و در سال ۱۳۴۲ هم‌زمان با خدمت سربازی در مسابقات متعدد ورزشی حضور یافت و همچنان تأثیر بسزایی در قهرمانی تیم‌های خود داشت و بارها در ثانیه‌های پایانی، سرنوشت بازی‌ها را به نفع تیم خود تغییر داد.

محمد مقیم با پیراهن شماره ۱۰ تیم اصفهان در مقابل تیم دانشگاه کنتاکی آمریکا، اصفهان، ۱۳۴۵

محمد مقیم بازیکن شماره ۱۰ تیم‌های بوستان، دارایی، پرسپولیس، سپاهان و ذوب‌آهن بود، با تیم منتخب اصفهان سال‌ها در قهرمانی‌های کشور به میدان رفت و جزو دعوتی‌ها به تیم ملی بسکتبال بود. در سال ۱۳۴۵ هم‌زمان با سفر تیم بسکتبال دانشگاه کنتاکی آمریکا به ایران، برای انجام بازی‌های دوستانه و در راستای مناسبات فرهنگی ایران و آمریکا در تهران و بازی مقابل نفت آبادان، این تیم به اصفهان سفر کرد و در مقابل تیم منتخب اصفهان ظاهر شد. مجید توفیق دیگر بازیکن تیم اصفهان در این رویداد، در کتاب خاطرات خود «داستان یک قرن» می‌گوید: «آمریکایی‌ها در بازگشت از این سفر در اقدامی متقابل از تیم‌های ایرانی برای بازی در آمریکا دعوت کردند و بازی بازیکنان تیم‌های تهرانی و همچنین بازی بازیکنان اصفهانی مانند محمد مقیم را تحسین کردند.»

محمد مقیم، برسکوی نخست مسابقات قهرمانی کشوری بسکتبال، ۱۳۴۸

استاد مهدی مکری داور پیش‌کسوت و بین‌المللی که بارها برای تیم اصفهان در دیدارهای مختلف سوت زد از پرتاب‌های راه دور مقیم و تبحری که او در پرتاب‌ها و گل‌زنی‌ها از زیرحلقه رقیب داشت می‌گوید. تیم منتخب اصفهان بارها با حضور محمد مقیم در مسابقات قهرمانی کشوری به مقام اول رسید. از جمله در فینال مسابقات کشوری در مقابل خوزستان که بعد از ۱۳ سال ناکامی سرانجام به مقام اول کشوری رسیدند.

## مربی‌گری
محمد مقیم در اواخر دهه ۳۰ کار مربیگری را نیز آغاز نمود و مربی بسیاری از تیم‌های اصفهانی از جمله مربی تیم دبیرستان‌های دخترانه شاهدخت، بهار و بهشت‌آیین بود، همچنین مربیگری تیم‌های دخترانه تاج، دارایی، پرسپولیس و تیم‌های مردانه دارایی، پرسپولیس و دانشگاه صنعتی اصفهان را نیز عهده‌دار بود. او سابقه مربی‌گری تیم منتخب اصفهان را نیز در کارنامه خود دارد. محمد مقیم به خصوص برای توسعه ورزش بسکتبال بانوان بسیار تلاش کرد و بعد از تشکیل تیم بسکتبال دختران تاج اصفهان در سال ۱۳۴۵ هماهنگی‌هایی برای برگزاری چندین بازی دوستانه با تیم‌های مختلف از جمله با تیم‌های انجمن دوشیزگان تهرانی با مربیگری علی اکبر لطفی تدارک دید.

## تحصیلات، زندگی کاری و شخصی
محمد مقیم پس از پایان دوران بازیکنی خود، کار خود را در سال ۱۳۵۵ با سِمَت مربی ورزش در تربیت‌بدنی دانشگاه صنعتی اصفهان شروع کرد. سپس با ادامه تحصیل موفق به دریافت مدرک کارشناسی در رشته علوم تربیتی از دانشگاه اصفهان شد و به‌عنوان کارشناس ارشد امور ورزشی در دانشگاه صنعتی اصفهان به کارش ادامه داد. مسئولیت جدید او در بسکتبال و ورزش دانشگاه او را بر آن داشت تا خدمات بیشتری را این بار در فضای متفاوت از تجربیات گذشته‌اش در ورزش انجام دهد. ضمن آنکه در طی سال‌ها مدرس واحدهای عمومی و تخصصی تربیت‌بدنی بود. تلاش او برای تجهیز امکانات ورزشی دانشگاه صنعتی ازجمله استخر بزرگ دانشگاه صنعتی و سایر امکانات منجر به میزبانی‌های متعدد از مسابقات مختلف دانشجویان سراسر کشور شد.
در زمان مسئولیت محمد مقیم دانشگاه صنعتی اصفهان میزبان دو دوره (دومین و هفتمین) المپیادهای ورزشی دانشگاهی (دختران و پسران) بود. وی هم‌زمان با فعالیت در دانشگاه، در هیئت بسکتبال اصفهان به ریاست مرحوم اسد اله شب انگیز به‌عنوان دبیر هیئت فعالیت داشت و از مبتکران طرح بازی‌های خیابانی رشته بسکتبال در اواخر دهه ۷۰ شمسی در پارک‌ها و بوستان‌های شهر اصفهان بود. همچنین ایشان خدمات بسیاری برای هماهنگی و اعزام تیم‌های دانشگاهی، استانی و باشگاه‌های اصفهان (دختران و پسران) و نیز هماهنگی در برنامه‌های داوری و مربیگری (اعم از برگزاری کلاس‌های مرتبط برای اعطای کارت داوری و مربیگری، به روز رسانی داوران و مربیان و اعزام آن‌ها) داشت. وی سرانجام در سال ۱۳۸۶ بعد از ۳۰ سال خدمت در این دانشگاه، بازنشسته گردید.
محمد مقیم علاوه بر مسابقات آسیایی، همراه با کاروان ورزشی تیم‌های ملی ایران در سه المپیک جهانی در پکن، توکیو و آتن دعوت و اعزام شد.
محمد مقیم در سال ۱۳۵۹ ازدواج کرد و از او دو دختر به نام‌های مونا و ساناز به یادگار مانده‌ است  . آنها نیز همچون پدر در دوران تحصیل در مدرسه و دانشگاه در رشته بسکتبال در سطح استان و کشوری و باشگاه دختران ذوب آهن اصفهان بازی می‌کردند.

## داوری

تصویر گواهی داوری بین‌المللی، محمد مقیم، اتحادیه بسکتبال غرب آسیا، لبنان، ۱۹۹۸ میلادی

بخش دیگری از فعالیت‌های محمد مقیم قضاوت در مسابقات داخلی و خارجی بود. او در سال ۱۳۶۸ به همراه محمد متین داور اهل شاهرود به سنگاپور رفت و در دوره ارتقا، داور بین‌المللی بسکتبال شد. در این سفر افرادی مانند حسین درخشانی، پرویز اسماعیلی فر، حسن نوربخش و فخرالدین حمزه علیپور از دیگر داورانی بودند که برای ارتقا و تمدید دوره داوری خود در سنگاپور حضور یافتند. او همچنین در دوره‌های داوری بین‌المللی بسکتبال اتحادیه بسکتبال غرب آسیا در کشور لبنان و دوره  کمیته بین‌المللی المپیک که در سال ۱۹۹۸ میلادی در تهران برگزار شد، نیز شرکت داشت. وی اولین داور بین‌المللی بسکتبال در اصفهان می‌باشد که در رقابت‌های مختلف بین‌المللی قضاوت کرد و سال‌ها به‌عنوان ناظر در لیگ برتر بسکتبال باشگاه‌های ایران بر کار داوران نظارت داشت.

## سال‌های آخر

محمد مقیم (ایستاده نفر دوم از سمت چپ)، در تیم پیشکسوتان اصفهان، ۱۳۸۶شمسی

وی در سال‌های آخر عمرش در تیم پیشکسوتان بسکتبال اصفهان بازی می‌کرد و تا سال ۱۳۹۶ همچنان به عنوان ناظر مسابقات بسکتبال از سمت فدراسیون بسکتبال انتخاب می‌شد تا بیش از نیم‌قرن سابقه بازی و داوری و فعالیت در بسکتبال را به نام خودش رقم بزند.

## درگذشت

مزار محمد مقیم، آرامستان باغ رضوان، قطعه نام آوران(۵۰۱)، بوستان۱، اصفهان، ۱۴۰۲ شمسی.

مقیم زنده‌رود سرانجام در بعدازظهر روز ۱۴ اردیبهشت ۱۴۰۲ در بیمارستان امین اصفهان چشم از جهان فروبست. مراسم تشییع پیکر این پیشکسوت، بازیکن اسبق تیم ملی و داور بین‌المللی رشته بسکتبال در روز شنبه ۱۶ اردیبهشت ۱۴۰۲ از محل ورزشگاه تختی اصفهان برگزار و درنهایت در قطعه نام‌آوران باغ رضوان این شهر به خاک سپرده شد.
در پی درگذشت محمد مقیم، فدراسیون بسکتبال ایران در پیام تسلیتی تصریح کرد: «استاد محمد مقیم سال‌های طولانی را به‌عنوان بازیکن همچنین در عرصهٔ داوری بسکتبال ایران منشأ خدمات مؤثر بود و در بسکتبال دیار مصفای نصف جهان هم تلاش وافر و ماندگاری داشت. فقدان این پیشکسوت بزرگ و ارزنده داوری در جامعه بسکتبال همواره احساس خواهد شد و از او به نیکی نام‌برده می‌شود؛ با تسلیت به خانواده زنده‌یاد استاد محمد مقیم، برای بازماندگان صبر و سلامتی و برای آن فقید سعید، رحمت واسعه الهی طلب می‌کنیم.»